# Xã Lewis, Quận Mille Lacs, Minnesota
Xã Lewis (tiếng Anh: Lewis Township) là một xã thuộc quận Mille Lacs, tiểu bang Minnesota, Hoa Kỳ. Năm 2010, dân số của xã này là 52 người.